# Фатима (Португалија)
Фатима је град у Португалу.

## Географија
Место се налази 130 km северно од Лисабона. Припада дистрикту Сантарем. Насеље има површину од око 71 km² и око 10.302 становника.

## Религија
У месту се налази црква посвећена Девици Марији. Од октобра 1917. троје деце из тог места је пријавило визију жене која се представљала као Госпа од Розарија. Велика група људи је 13. октобра видела невероватан светлосни феномен недуго пошто су деца угледала жену. 

## Градови побратими
Следећи градови су побратими:
- Ченстохова
- Лорето
- Алтетинг
- Лурд